# 赫里斯托·波特夫
赫里斯托·波特夫（保加利亞語： 保加利亞語發音：[ˈxristo ˈbɔtɛf]），又译为赫里斯托·博泰夫，出生时名为赫里斯托·波特亚夫·佩特科夫（1848年1月6日—1876年6月1日），保加利亚革命者、诗人，他的文学创作活动和他亲身参加的革命活动紧密相连，被广泛认为是保加利亚的文化象征和英雄人物。

## 早年

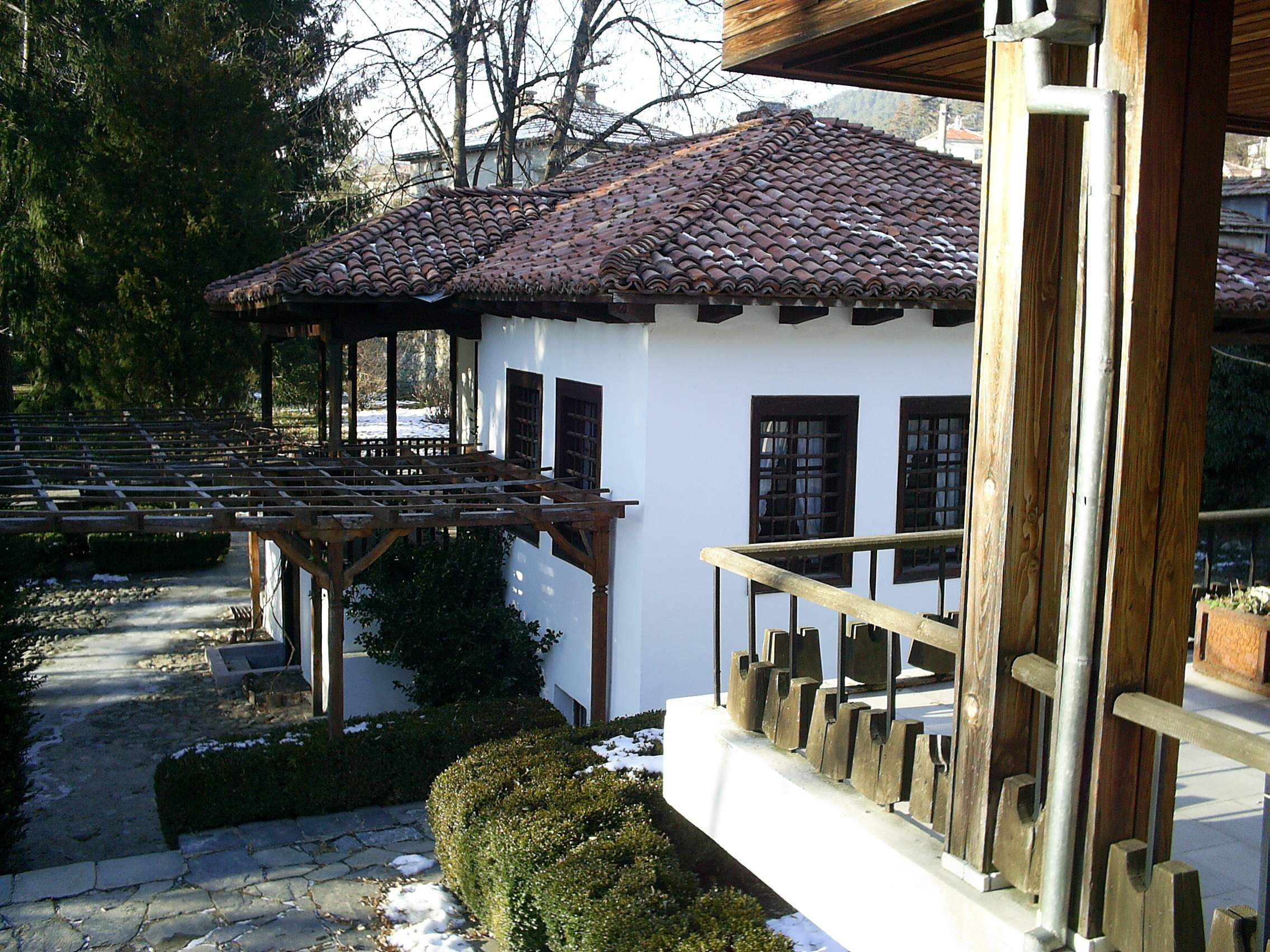
卡洛费尔的波特夫旧居

1848年1月6日波特夫生于保加利亚卡洛费尔，父亲Botyo Petkov（1815–1869）是知名的启蒙学者和教师,在奥斯曼帝国后期保加利亚国家复兴中有重要作用，母亲依万卡·斯塔伊科娃是个贤慧的女子，能唱四百多首保加利亚民歌，父母对疾苦人民的关心对波特夫的成长有巨大影响。
波特夫十五岁时即到俄国敖德萨读高中，读到了很多倡导自由的俄国文学作品，并受到亚历山大·赫尔岑和尼古拉·车尔尼雪夫斯基等人的影响。1865年离开高中的他开始在敖德萨和比萨拉比亚任教，并开始写诗。在早期诗歌如《致母亲》和《致兄弟》中，波特夫倾诉了身在异国的孤独和对祖国亲人的怀念，抨击那些昏庸的、对被奴役的祖国无动于衷的人们。1866年，因作品的进步倾向，波特夫被迫离职，于次年回故乡接替病中父亲的教师工作。

## 革命工作与文学活动
1867年5月波特夫在庆祝西里尔和美多德的节日上即席发表了抨击奥斯曼当局和保加利亚富人的演讲，被勒令离开故乡。波特夫本来打算前往俄国，但途经罗马尼亚时，结识了许多保加利亚流亡者，并且在这里发现可以为人民的事业献身，便毅然留下。他在罗马尼亚做过印刷工人、教师和革命刊物的工作人员，并且同流亡的保加利亚爱国者从事革命活动。1868年7月革命领导人哈基·迪米特尔组织的两支起义军渡过多瑙河，进入保加利亚，准备发动反土耳其奴役的武装起义，在巴尔干山脉的布兹路嘉山上和土耳其部队作战时，迪米特尔英勇牺牲。波特夫写了《哈基·迪米特尔》，以浪漫主义手法歌颂了这位民族英雄。全诗充满哀惋悲壮气氛，被认为是保加利亚诗歌史上最好的抒情诗之一。
1869年一批革命领导人在布加勒斯特组成了瓦西尔·列夫斯基为首的保加利亚中央革命委员会，波特夫当选为中央委员。1869-1871年，波特夫继续在比萨拉比亚任教，同时保持和革命领导人之间的联系。他和瓦西尔·列夫斯基、柳宾·卡拉维洛夫成为好友，此时他写有《哀歌》、《海杜特》、《斗争》和《私奔》等诗篇，出版自己早期的诗作，同时开始创办《保加利亚流亡者论坛报》宣传民族解放思想。1872年底，列夫斯基由于叛徒出卖被捕，次年2月遇害。革命者队伍产生了意见分歧，波特夫与他的支持者如斯特凡·斯塔姆博洛夫等人认为应该尽早发动起义，以取得国际支持；而卡拉维洛夫等人认为，现在还为时过早。
1873年波特夫开始担任《闹钟报》的编辑，创作了许多讽刺诗，如在《流浪汉》、《圣乔治节》、《在酒店中》、《爱国者》和《为什么我不是》等诗中，他辛辣地讽刺了那些麻木不仁的蠢人、懦弱无能的软骨头、高谈阔论的空想家以及唯利是图的财主们，斥责了那些压迫人民的暴君、主教以及愚弄人民的神父和牧师。1875年，卡拉维洛夫因病辞去革命领导职务，波特夫接任中央委员会主席。他认为发动起义的时机已到，无需更周全的准备。准备不足和通信不畅最终导致了1875年9月旧扎果拉起义的失败。

## 牺牲

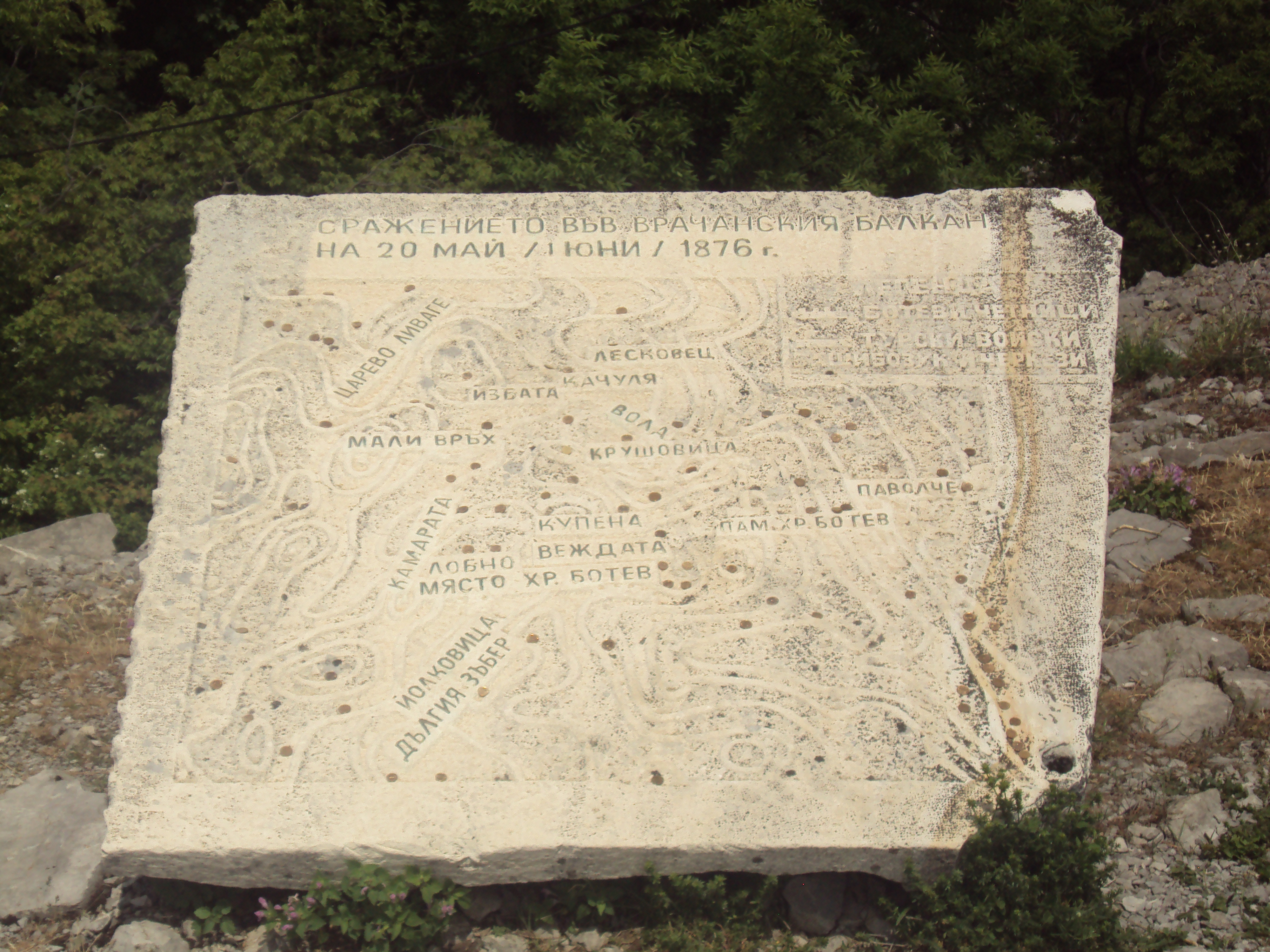
Map of the battles in the Vratsa Balkan in 1876

面对起义失败，波特夫主动辞职，并推荐斯塔姆博洛夫为新的革命委员会主席，消除了委员会内部分纷争。1876年，保加利亚南部爆发了著名的四月起义，波特夫闻讯后即率队回国支援。5月17日这些革命者们化妆成了各色人等，通过奥地利船只“拉德斯基”号进入了弗拉查革命区，对这里的起义进行增援。可是他们却不知道，这里的起义已被镇压，奥斯曼政府已经可以腾出手来专心的对付他们了。当他们在5月20日登陆后，立刻就在米林卡姆科高地与奥斯曼军队进行了正面冲突。在Nikola Voinovski的领导下，革命者们击退了一次又一次的进攻，卡马拉、库彭、奥克尔奇查等地都被解放。5月20日，当他们正向沃拉峰挺进时，突然遭到土耳其军队的包围和袭击，波特夫在激烈战斗中胸口中弹牺牲。

## 文学作品

### 诗歌
- 《致母亲》（1867）
- 《致兄弟》（1868）
- 《离别》（1868），写于横渡多瑙河的前夜，把与母亲诀别的感慨悲怆与展望胜利的豪放乐观精神柔和在一起，抒发了他炽烈的爱国热情，表现了视死如归、义无反顾的英雄气概。
- 《哈基·迪米特尔》（1868），以浪漫主义手法歌颂了这位民族英雄。全诗充满哀惋悲壮气氛，是保加利亚诗歌史上最好的抒情诗之一。
- 《海杜特》是一首未完成的叙事史诗。它以保加利亚数百年来波澜壮阔的民族解放斗争为背景，通过对游击队长恰夫达尔子继父志，争当游击队员的描写，形象地反映了穷苦农民前赴后继的革命决心。该诗把叙事和抒情结合起来，形象鲜明生动，语言朴实自然[3]。
- 《私奔》写年轻姑娘斯托扬娜冲破阻挠与海杜特战士多伊钦结婚，表现了海杜特与人民群众血肉相联的关系。
- 《瓦西尔·列夫斯基的绞刑》（1873），表达了人们深沉的悲哀，因而成为一首具有强烈号召力的悲壮的挽歌。

### 杂文与政论
- 《这是你们的下场》（1873）刻画了大财主的典型形象。[3]
- 《天外来信》（1874）揭露了保加利亚商人在国外的叛卖勾当。
- 《政治的冬天》（1875）漫画式地勾勒了奥托·冯·俾斯麦和推行大俄罗斯主义的沙俄外交大臣亚历山大·米哈伊洛维奇·戈尔恰科夫的狡诈形象。